# 뉴질랜드작은짧은꼬리박쥐
뉴질랜드작은짧은꼬리박쥐(Mystacina tuberculata)는 짧은꼬리박쥐과에 속하는 현존하는 유일한 박쥐이다. 뉴질랜드에서 발견된다.